# Deinopis spinosa
Espèce
Synonymes
- Dinopis spinosus Marx, 1889

Deinopis spinosa est une espèce d'araignées aranéomorphes de la famille des Deinopidae.

## Distribution
Cette espèce se rencontre aux États-Unis au Texas, en Louisiane, au Mississippi, en Alabama, en Floride, en Géorgie, en Caroline du Sud et en Caroline du Nord, en Jamaïque, à Saint-Vincent et au Venezuela,.

## Description

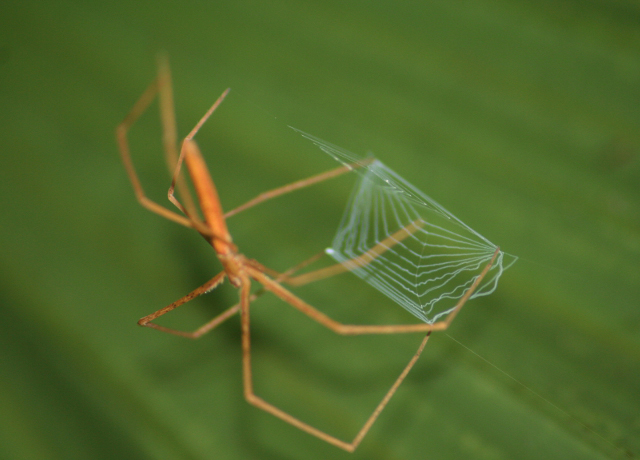
Deinopis spinosa

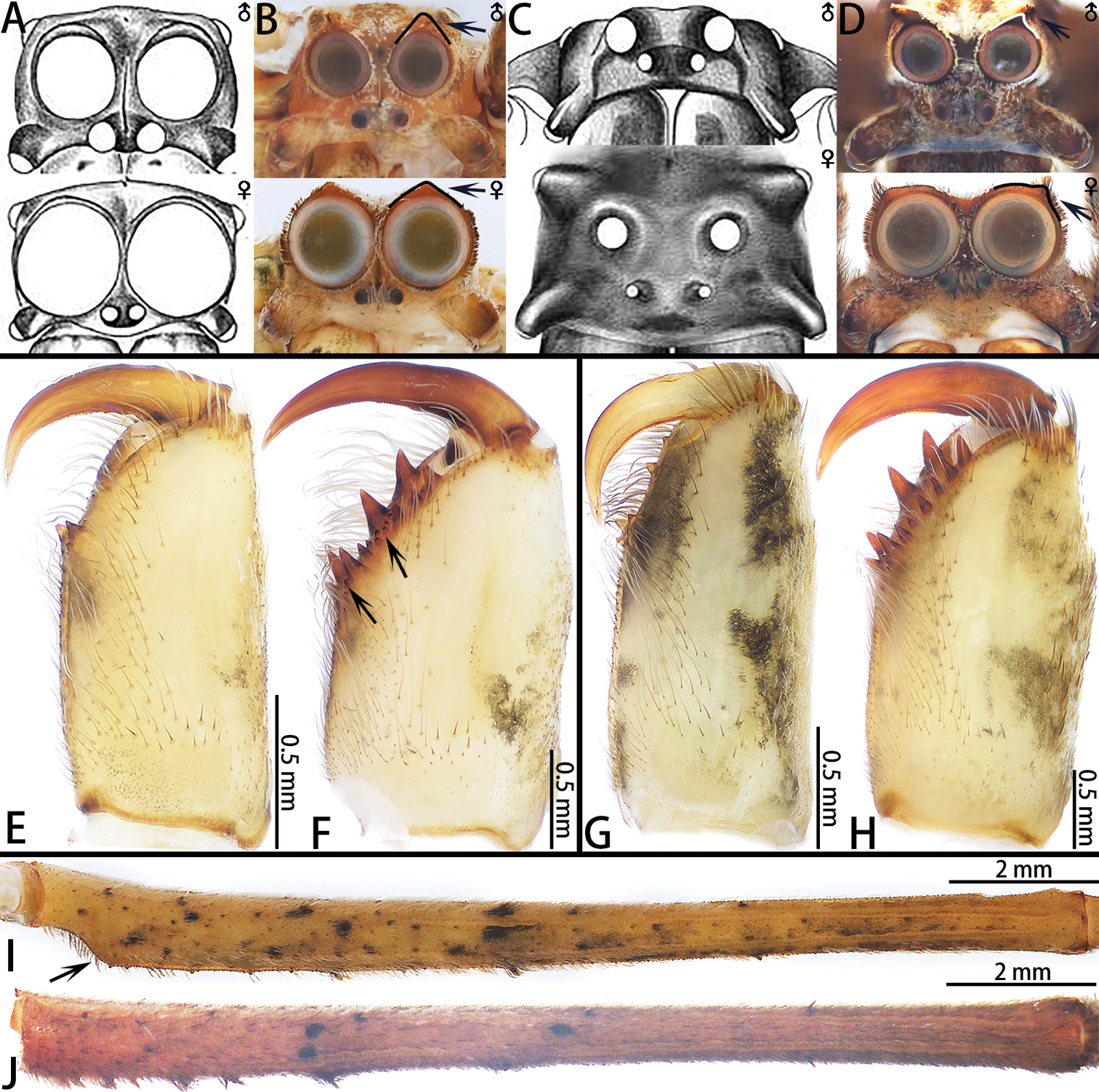
Deinopis spinosa

La carapace de la femelle holotype mesure 5 mm et l'abdomen 11 mm.

## Systématique et taxinomie
Cette espèce a été décrite par Marx en 1889.

## Publication originale
- Marx, 1889 : « On the new spider of the genus Dinopis, from the southern United States. » Proceedings of the Academy of Natural Sciences of Philadelphia, vol. 1889, p. 341-343 (texte intégral).